# The Black Balloon
The Black Balloon è un film del 2008 diretto da Elissa Down, alla sua prima esperienza cinematografica, che ha come protagonisti Toni Collette, Rhys Wakefield, Luke Ford, Erik Thomson, Gemma Ward insieme ad un cast di nuovi attori.
Il film è uscito nei cinema australiani il 6 marzo 2008. L'anteprima mondiale è stata in Germania al festival internazionale del cinema di Berlino nel febbraio 2008, dove il film ricevette l'Orso di cristallo come il miglior lungometraggio nella categoria Generation 14plus.

## Trama
Thomas Mollison è un ragazzo quindicenne e la sua famiglia si trasferisce in una nuova casa nei primi anni novanta. Lui è ansioso perché deve iniziare in una nuova scuola e farsi nuovi amici - tutto ciò che vuole è farsi i fatti suoi ed essere guardato allo stesso modo degli altri. Comunque, sembra sforzarsi per raggiungere questo obiettivo. Nonostante la sua famiglia sembra essere abbastanza felice, Thomas spesso si sente isolato; sembra come se sua madre stravedesse per suo fratello Charlie, e non gli prestasse nessuna attenzione. Thomas, comunque, è fedele a suo fratello e mostra affetto per lui. Charlie è il fratello maggiore di Thomas, soffre di autismo e di un disturbo dell'attenzione. Charlie si diverte a mascherarsi come una scimmia, a giocare a videogame usando un Commodore 64 e a ricevere stelle d'oro per buon comportamento. Charlie comunica con il resto della sua famiglia usando il linguaggio dei segni.
Quando la loro madre Maggie, molto avanti con la gravidanza, deve rimanere a riposo su raccomandazione del suo dottore a causa della sua pressione alta, Thomas diventa responsabile di Charlie. Thomas trova questo compito difficile e oneroso. Per esempio, quando Charlie fugge di casa in uno stato d'animo vivace, Thomas gli corre dietro per assicurare la sicurezza di suo fratello. Thomas non può tenere il passo di Charlie. Le faccende diventano ancora più complicate quando Charlie esprime l'urgenza di andare in bagno ed entra nella casa più vicina per usare il bagno. Quando lo fa, i fratelli si imbattono in Jackie che si sta facendo una doccia. Il fatto che entrambi i fratelli stanno indossando solo la biancheria intima è una fonte di grave disagio per Thomas.
Jackie manifesta il suo interesse per Thomas quando frequenta una classe di rianimazione cardio-polmonare a scuola e visita Thomas a casa sua per restituire il capello da scimmia di Charlie che ha lasciato quando ha usato il bagno di Jackie. La prima risposta di Thomas è di assicurarsi che suo fratello sia nascosto lontano da Jackie. Maggie, però, è meno entusiasta quando scopre che Thomas ha chiuso Charlie nella sua camera, che poi comincia a sfregare le sue feci dal tappeto. Thomas diventa frustrato e dice a Maggie che Charlie è sua responsabilità. Meggie replica che Charlie non sarà mai in grado di avere un lavoro, neanche una famiglia e probabilmente rimarrà a vivere con i suoi genitori per il resto della sua vita.
Quest'ultimo episodio si rivela troppo per Maggie. Suo marito insiste sul fatto che lei trascorra il resto della sua gravidanza in ospedale, lasciando che Thomas diventi l'assistente primario per Charlie. Thomas inizia ad entrare nel mondo di Charlie quando prende l'autobus per bambini con varie disabilità assieme a suo fratello, si occupa di Charlie quando ha un crollo nervoso a causa di una sovrastimolazione all'interno di un supermercato locale, che porta ancora una volta ad un serio imbarazzo per Thomas. Quando Thomas va alla sua lezione di nuoto, Jackie indossa le orecchie di scimmia di Charlie, il che gli fa piacere e lo diverte. Quando Jackie incontra Charlie, lei fa uno sforzo combinato di conoscerlo e capirlo, e anche usare il linguaggio dei segni come un modo col quale comunicare con lui.
Thomas e suo padre si sforzano di prendersi cura di Charlie. Simon dice a Thomas che sua madre è grata di avere Charlie come figlio perché lei sente che la famiglia è forte abbastanza da essere in grado di prendersi cura di lui. Incaricati dei servizi sociali visitano la casa e dichiarano di aver ricevuto reclami su Charlie. Simon è furioso con il suo vicino, al quale attribuisce la responsabilità per la visita invasiva. Anche Thomas mostra la sua lealtà a suo fratello. Charlie accompagna Jackie e Thomas a nuotare in un fiume. Quando piove, tutti si riparano in un vicino tubo di scarico dove Jackie e Thomas condividono il loro primo bacio. Quando i ragazzi arrivano a casa, c'è una nota attaccata al televisore che dichiara che Maggie ha dato alla nascita una bambina.
Quando Thomas vede Charlie nella sua scuola, Charlie diventa la vittima di insulti e molestie crudeli. Jackie dice a Thomas che lui ha bisogno di smettere di sperare che Charlie sia "normale". Le tensioni scoppiano quando Jackie è a cena con la famiglia per celebrare il compleanno dei sedici anni di Thomas. Jackie si chiede se Charlie potrà mai parlare di nuovo. Thomas è certo che Charlie lo farà se ognuno la smetterà di comunicare con lui usando il linguaggio dei segni. Quando Charlie inizia a masturbarsi al tavolo, costringendo Jackie ad essere estremamente a disagio, Thomas diventa arrabbiato e rompe la console Super Nintendo di Charlie, portando ad una lite tra i fratelli. Dopo il litigio fisico tra i due fratelli, Maggie mostra compassione per entrambi i suoi figli. Malgrado la commiserazione di sua madre, Thomas si sente ancora come se lui si fosse comportato male. Al mattino, Thomas si unisce a Charlie nella sua attività mattutina: sedere nel cortile posteriore e battere un cucchiaio di legno a terra.
La famiglia assiste alla produzione musicale scolastica intitolata "animali a galla", nella quale Charlie rappresenta una scimmia. Dopo che il collega teatrale di Charlie, Russell, ha una crisi nervosa sul palco, Thomas e Charlie indossano entrambi costumi di scimmia e regalano un'esibizione eccezionale. I fratelli celebrano il loro successo facendo un bagno di schiuma assieme. Thomas confessa a suo fratello che quando era piccolo, si addormentava di notte sperando che Charlie sarebbe stato normale. Charlie sembra pensieroso. Il film si conclude con Thomas che ride e chiede a Charlie: "hai fatto pipì sulla mia gamba, non è vero"? I fratelli poi condividono una risata assieme.

## Riconoscimenti
- 6 AACTA Awards 2008: "miglior film", "miglior attore non protagonista", "miglior attrice non protagonista", "miglior regista", "miglior sceneggiatura originale", "miglior montaggio"